# Civilclub Münster 1775
Der Civilclub Münster 1775 e.V. ist der älteste bestehende Gesellschaftsclub in Münster in Westfalen. Er geht auf die am 2. Februar 1775 gegründete Erholungs-Gesellschaft des „nützlichen als auch vergnügten Zeitvertreibes“ zurück. Umgangssprachlich waren die Bezeichnungen Hofraths-Clubb, Bürger-Clubb, Civil-Clubb und aufgrund seiner langen Residenz im Stadtweinhaus zu Münster zwischen 1792 und 1895 Gesellschaft zum Stadtweinhause gebräuchlich. 1896 nahm der Club die heutige Bezeichnung Civilclub an.

## Beschreibung
Der Civilclub Münster 1775 ist eine berufsoffene Gesellschaft für Bürger und Bürgerinnen der Stadt Münster und des Münsterlandes. Angeboten werden Vortragsabende, Kultur- und Musikveranstaltungen, Kultur- und Studienreisen, Museums- und Ausstellungsbesuche, Literaturkreise und gesellige Freizeitangebote wie Boule-Nachmittage, Doppelkopfrunden und Radtouren. Durch Besuche an nicht öffentlich zugänglichen Orten, Sommerfeste und Neujahrsempfänge werden Gelegenheiten geschaffen, Mitglieder und Gäste unterschiedlicher Lebensalter, Berufsbiographien und Lebensumstände zusammenzubringen. Das zwanglose Miteinander ist eines der zentralen Anliegen des Civilclubs.
Die traditionsreichen glanzvollen Dreikönigs- und Maskenbälle, Karnevalsveranstaltungen, regelhafte Tanzveranstaltungen, Damen - und Herrenabende und Frühschoppen konnten im Zuge des allgemein zurückgehenden gesellschaftlichen Interesses ab den 1980er Jahren für derartige Traditionsfeste nicht mehr fortgeführt werden.

## Clubwerte und Mitgliedschaft

### Cluborganisation
Der Civilclub Münster 1775 wird durch einen Präsidenten oder eine Präsidentin geführt. Weitere fünf Vorstandsmitglieder und bis zu fünf Beiräte unterstützen. Das Clubleben wird durch das ehrenamtliche Engagement der Mitglieder ermöglicht. Einmal jährlich findet die Generalversammlung als oberstes Beschlussgremium statt.

### Clubwerte und Satzung
Wesentlicher Zweck der Gesellschaft ist laut Satzung die Pflege der Geselligkeit. Der Club ist hinsichtlich seiner Mitglieder offen für verschiedenste berufliche Werdegänge, parteipolitische Überzeugungen und religiöse Zugehörigkeiten. Akzeptanz rechtsstaatlicher Prinzipien, Toleranz gegenüber anderen Meinungen, den übrigen Mitgliedern und die Einhaltung gesellschaftlich normaler Umgangsformen als Voraussetzung für das Funktionieren einer Gemeinschaft werden erwartet. Die Verfolgung wirtschaftlicher Zwecke ist ausgeschlossen.

### Aufnahme und Mitgliedschaft
Interessenten für eine Mitgliedschaft können zunächst als Gast an Veranstaltungen des Civilclubs teilnehmen. Ein Aufnahmeantrag kann bei weitergehendem Interesse schriftlich beim Vorstand gestellt werden.

## Geschichte

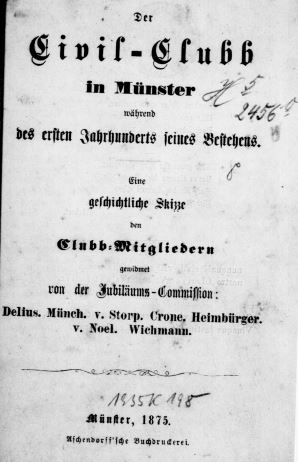
Erste Festschrift des Cilvilclubs von 1875 (Universitäts- und Landesbibliothek Münster)

Die überlieferte Geschichte des Civilclubs Münster 1775 beruht auf den Festschriften anlässlich der Jubiläen, Stiftungsfeste, der Schriften zu Einzügen in neue Domizile und den noch verfügbaren Dokumenten in dem Stadtarchiv und Landesmuseum in Münster. Die erste Festschrift zum 100-jährigen Jubiläum 1875 existiert nur noch in der Universitäts- und Landesbibliothek Münster. Erstmals wurde ein Archivar als Vorstandsfunktion mit der neuen Satzung am 9. Oktober 1921 ausgewiesen. Dieser späte Zeitpunkt und der Umstand, dass ein erheblicher Verlust von Unterlagen im Verlauf der Zerstörungen Münsters im Zweiten Weltkrieg zu verzeichnen waren, ist bei der Nachzeichnung der Geschichte des Civilclubs zu berücksichtigen.

### Gründung
Der Civilclub Münster 1775 geht auf eine am 2. Februar 1775 von fünf Regierungs- und Hofräten ausgerufene Erholungs-Gesellschaft zurück. Sie gab dem Berufsstand der höheren Beamten und Juristen der kirchlichen, staatlichen und militärischen Verwaltungen in der Provinzialstadt Münster einen gesellschaftlichen Mittelpunkt. Die Gründung des „Clubbs“ im Jahre 1775 fiel in die Zeit parallel bestehender geistlicher und weltlicher Strukturen von Fürst und Bistum (Fürstbischof), Stadt Münster, Stände (Gilden), Militär und deren jeweiligen Verwaltungen. Zu dieser Zeit existierte eine Welt der administrativen Parallelstrukturen von fürstbischöflichen Verwaltungsbeamten, Hofräten, Prokuratoren und Advokaten. Aus dem Wunsch heraus, diesem höheren Beamtenstand einen gesellschaftlichen Mittelpunkt vergleichbar zu Gilden, Rittern und Adligen zu geben, gründeten die Hofkammerräte Christoph Bernhard Münstermann und Clemens August Detten, die Regierungs-Räte Johann Bernhard Hosius und Johann Heinrich Schweling und Ober-Kriegskommissar Jodokus Hermann Lipper, alle nebst Gemahlinnen, die Erholungs-Gesellschaft an Lichtmess 1775. Es genügte zunächst ein angemieteter Raum in der kurfürstlichen Hofbuchhandlung Perrenon (heute Rotenburg 36), um in Stille lokale, überregionale und französische Zeitungen, Anzeigen und Bücher zu lesen, sich zu treffen und zweimal in der Woche Karten zu spielen. Es war ein Treffpunkt des „nützlichen wie vergnüglichen Zeitvertreibs“. Zwanzig Regeln wurden für die Mitglieder als Statuten verbindlich. Seitens dieser ersten Satzung war der Civilclubb offen für beide Geschlechter - als Kind der Zeit aber ein herrendominierter Club, bei dem Ehefrauen automatisch Mitglied wurden und erst später eigenständig durch gesonderte Veranstaltungen wie Tanzabende prägend in Erscheinung traten. Die verbindliche Einstimmigkeit der Mitglieder in geheimer Abstimmung mittels weißer und schwarzer Kugeln - dem „Ballotieren“ - bei Wunsch nach Aufnahme in den Club und sonstiger Beschlussfassungen wurde im Februar 1780 zugunsten einer 2/3-Mehrheit aus Gründen der Umsetzbarkeit angepasst. Die Anzahl der Mitglieder war zunächst auf zwanzig begrenzt und wurde im Laufe der Dekaden sukzessive erhöht, bis am 22. Januar 1865 die bis dahin geltende Grenze von 200 Mitgliedern aufgehoben wurde. In der Generalversammlung am 26. Januar 1896 wurde Civilclub zur offiziellen Bezeichnung. Am 15. März 1900 wurde der Civilclub Münster in das Vereinsregister der Stadt Münster aufgenommen.

### Einflüsse auf Stadt Münster
In Münster und seinem Umland waren im Ausklang des 18. und Beginn des 19. Jahrhunderts die gesellschaftlichen Umbrüche durch Ende des Fürstbistums Münster (1803/1806), einem preußischen Intermezzo, der Französischen Revolution mit Einrücken Napoleons Truppen und der dann bleibende Einfluss Preußens als Kern des weltlichen deutschen Staates bemerkbar. Die Mitgliederzahl des Civilclubs stieg in dieser Zeit kontinuierlich an. Wer in der Stadt und dem Münsterland etwas auf sich hielt und führende berufliche Positionen bekleidete, war häufig Mitglied dieser vernetzten Gesellschaft. Um 1894 war 1/5 der Mandatsträger der Stadtverordnetenversammlung zugleich Mitglied im Civilclub. Exklusivität und „leitende Stellungen“ waren das Markenzeichen. Lange Zeit dominierten beamtete Akademiker den Civilclub. So traten in den 1800er Jahren Professoren und Dozenten (Licentiaten) der gegründeten Universität Münster ein. Juristen, Verwaltungsräte, Geistliche, Mediziner, Adlige, Angehörige des Militärs und erst später in den 1900er Jahren bildeten Kaufleute, Fabrikanten und Gutsbesitzer die wohlhabende bürgerliche Gesellschaft vollständiger ab. Neubürger der Stadt suchten seit jeher den gesellschaftlichen Anschluss. So traten ab 1811 sogar mehrere französische Beamte der napoleonischen Verwaltung in den Cilvilclub ein.
In dieser Zeit nahmen Mitglieder des Civilclubs insbesondere als Oberpräsidenten der Provinz Westfalen, Bürgermeister der Stadt Münster, Politiker und Unternehmer des Münsterlandes signifikanten Einfluss auf die Bedeutungssteigerung Westfalens im preußischen Staat: als Bürgermeister hatte der Amtsinhaber seinen Sitz im preußischen Herrenhaus. Auffallend sind Familien aus der Region, welche vielfach in dem Civilclub mit Mitgliedern vertreten waren.
Durch den enormen Anstieg der Mitglieder waren die finanziellen Möglichkeiten des Clubs ausgezeichnet: so konnte nach dem Erwerb des Hauses Stienen (1920) zum Stolz des Civilclubs der repräsentative Große Schmisinger Hof 1928 als eigenes Haus erworben werden. Diese goldene Zeit endete mit empfindlichen Mitgliederrückgängen begründet in der Weltwirtschaftskrise Anfang der 1930er Jahre und ab 1937/38 durch den Druck der Nationalsozialisten, denen Vereinigungen und Clubs verdächtig vorkamen. Unter diesem Druck traten zahlreiche Beamte und Mitglieder freier Berufe aus. Der Schmisinger Hof musste 1940 veräußert werden. 1948 zählte der Club nur noch 120 Mitglieder, bevor er sich in der Nachkriegszeit wieder rasch erholte. 1973 zählte der Club wieder 324 Mitglieder. Aktuell zählt der Club um die 200 Mitglieder.

## Räumlichkeiten
Das Clubleben fand zu den meisten Zeiten in angemieteten Räumlichkeiten anderer Einrichtungen statt. Dies reichte von der Anmietung eines oder zwei Zimmern in einfacheren zentral in Münster gelegenen Gebäuden über Anmietungen von Etagen in repräsentativen Gebäuden bis hin zum Erwerb einzelner Flächen oder ganzer Gebäude:
- Gesellschaftszimmer in Hofbuchhandlung Perrenon (Rothenburg 36) ab 1775
- Haus Cruse Gerbaulet’scher Gasthof (Prinzipalmarkt 5) ab 1779
- Stadtweinhaus (Prinzipalmarkt 6–7) ab 1782
- Romberger Hof (Neubrückenstraße 64) ab 1895–1919, zerstört am 10. Oktober 1943
- Haus des Civilclubs - Stienensches Haus (Syndikatsgasse 6, eigenes Haus) ab 1920
- Großer Schmisinger Hof (Neubrückenstraße 58, eigenes Haus) ab 1928 – 1941; Nutzung bis 30.10.1944 (Zerstörung)
- Zollernhaus der Akademischen Verbindung Zollern (Wegesende 11) ab 1961
- Haus des Adeligen Damenclubs / Gasthaus Ewige Lampe (Fischmarkt 26) ab 1968
- Als koporatives Mitglied im Haus des Zwei-Löwen-Klubs (Am Kanonengraben 9) ab 2011

## Bedeutende Mitglieder (Auswahl)
- Clemens August Droste zu Vischering, Generalvikar Münster, späterer Erzbischof zu Köln
- Ludwig von Vincke, Oberpräsident der Provinz Westfalen
- Johann Adolf von Thielmann, Generalleutnant des VII. Armee-Korps in Münster
- Joseph von Münstermann, Bürgermeister von Münster
- Johann Hermann Hüffer, Buchhändler, Verleger und Oberbürgermeister von Münster
- Johann Heinrich von Olfers, Bankier und Oberbürgermeister von Münster
- Friedrich von Ribbentrop, Verwaltungsjurist, Feldkriegskommissar der preußischen Militärverwaltung
- Maximilian Anton von Boeselager, Jurist, Bürgermeister und Stadtdirektor von Münster
- Franz von Duesberg, Jurist, preußischer Finanzminister, Oberpräsident der Provinz Westfalen
- Franz von Forkenbeck, Jurist, preußischer Beamter und liberaler Politiker
- Joseph Heinrich Coppenrath, Buchhändler, Verleger und Fabrikant.
- Wilhelm Benedikt von Clausewitz, Generalleutnant Preußens
- Alexander Heimbürger, Zauberer
- Eberhard Herwarth von Bittenfeld, Kommandierender General des VII. Armeekorps in Münster
- Hermann Landois, Gründer der Zoo-Gesellschaft Münsters
- Max Geisberg, Direktor Landesmuseums der Provinz Westfalen in Münster
- Anton und Bernhard Laurenz, Unternehmer
- Rudolf ten Hompel, Unternehmer und Politiker
- Adolf ten Hompel, Jurist
- Josef, Friedrich-Leopold, Maxfritz und Paul Hüffer, Aschendorff Verlag, Verleger
- Paul Schnitker, Präsident des Zentralverbandes des Deutschen Handwerks